# Louis Bochardt

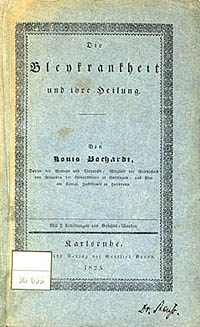
Die Bleykrankheit und ihre Heilung. 1825

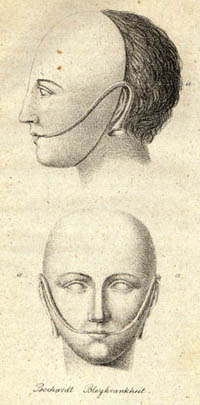
Louis Bochardt, Atemschutzmaske zum Schutz vor Bleistaub

Louis Bochardt (* 2. April 1770; † unbekannt) als Simon Joseph Bochardt (jüdisch), später zum christlichen Glauben übergetreten unter dem Namen Philipp Ludwig Bochardt, war ein deutscher Arzt und Chirurg, der sich für den gesundheitlichen Schutz von Arbeitern einsetzte, die mit Bleiverbindungen in Verbindung kamen. Hierzu verfasste er mehrere Schriften und erfand Hilfsmittel zum Arbeitsschutz.

## Leben
Bochardts Familie stammte aus der Neumark in der ehemaligen preußischen Provinz Mark Brandenburg (Regierungsbezirk Frankfurt, Oder).
Im Jahre 1793 schrieb sich Bochardt an der medizinischen Fakultät der Universität Göttingen ein. Nach dem Studium arbeitete er zunächst als Arzt und Chirurg in Lehrensteinsfeld. Er war vermutlich Mitglied der dortigen jüdischen Gemeinde. Am 3. April 1800 konvertierte er in Heilbronn vom jüdischen zum protestantischen Glauben und nahm christliche Vornamen an.

## Schaffen
Bochardt kümmerte sich unter anderem um Krankheitsfälle der Heilbronner Firma Georg Friedrich Rund, die seit 1801 Bleiweiß herstellte und seit 1807 auch Bleizucker produzierte. Inhaber der Fabrik waren die Familien Mertz und Orth, das Areal der Fabrik lag auf dem Heilbronner Rosenberg, die für die Produktion erforderliche Mühle stand auf dem Hefenweiler. Diese Firma beschäftigte 50 bis 60 Arbeiter und Arbeiterinnen. 1811 hatte Bochardt einen Auftrag für diese Betreuung erhalten und entwickelte „als erster“ eine spezielle Atemschutzmaske, um die Arbeiter vor dem Einatmen und Verschlucken von Bleistaub und somit vor einer Bleivergiftung zu schützen.
Der Mediziner und Schriftsteller Justinus Kerner erwähnt Bochardt in einem seiner Werke.
Der Homöopath Johann Ernst Stapf erwähnt Bochardts Arbeit ebenfalls, die sich in den allgemeinen medizinischen Annalen des Jahres 1827 im Märzheft unter der Rubrik Beiträge zur Krankheits-Aetiologie (Seite 290 bis 295) befindet und schreibt ihm „sehr beachtenswerte Bemerkungen“ zu.

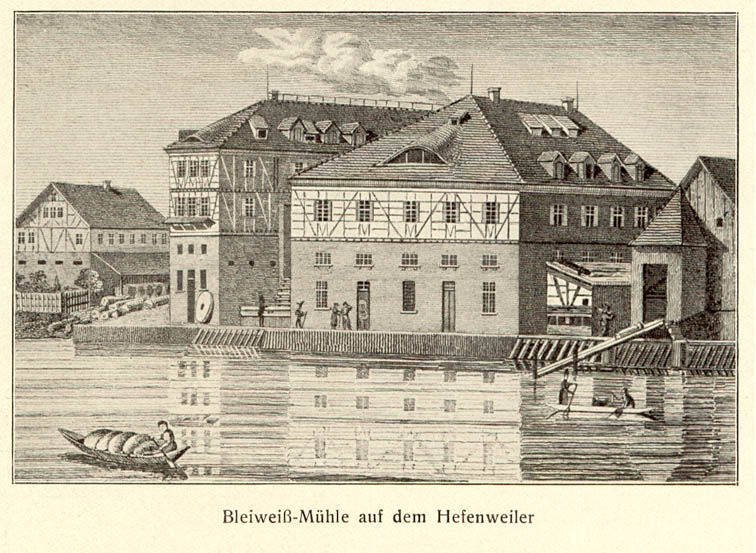
Mühle der Bleiweißfabriken von Georg Friedrich Rund auf dem Hefenweiler
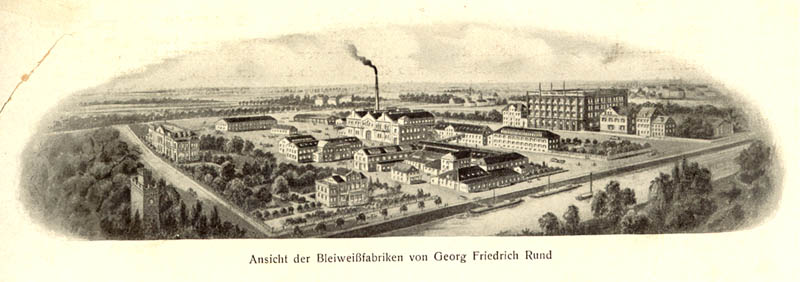
Bleiweißfabriken von Georg Friedrich Rund

## Publikationen
- Die Bleykrankheit und ihre Heilung. G. Braun, Karlsruhe 1825 (Digitalisat) (mit 2 Abbildungen von Gesichts-Masken).
- Die Blasenrose im Gesicht und ihre Heilung. G. Braun, Karlsruhe, 1825, OCLC 247989186.
- Ueber die Aetiologie und Therapeutik der Lähmungen. Stuttgart 1826, OCLC 257158217.
- Ueber die Wirkung der Mercurial-Präparate auf den menschlichen Organismus überhaupt und in verschiedenen acuten u. chronischen Krankheiten, namentlich der Wassersucht, Wahnsinn u. Epilepsie. Gmünd 1827, OCLC 488994962 (mit zwei lithographierten Abbildungen).
- Beiträge zur Krankheits-Aetiologie. In: Allgemeinen medizinische Annalen 1827, Sp. 289–312 (Digitalisat).